# Подпоричел

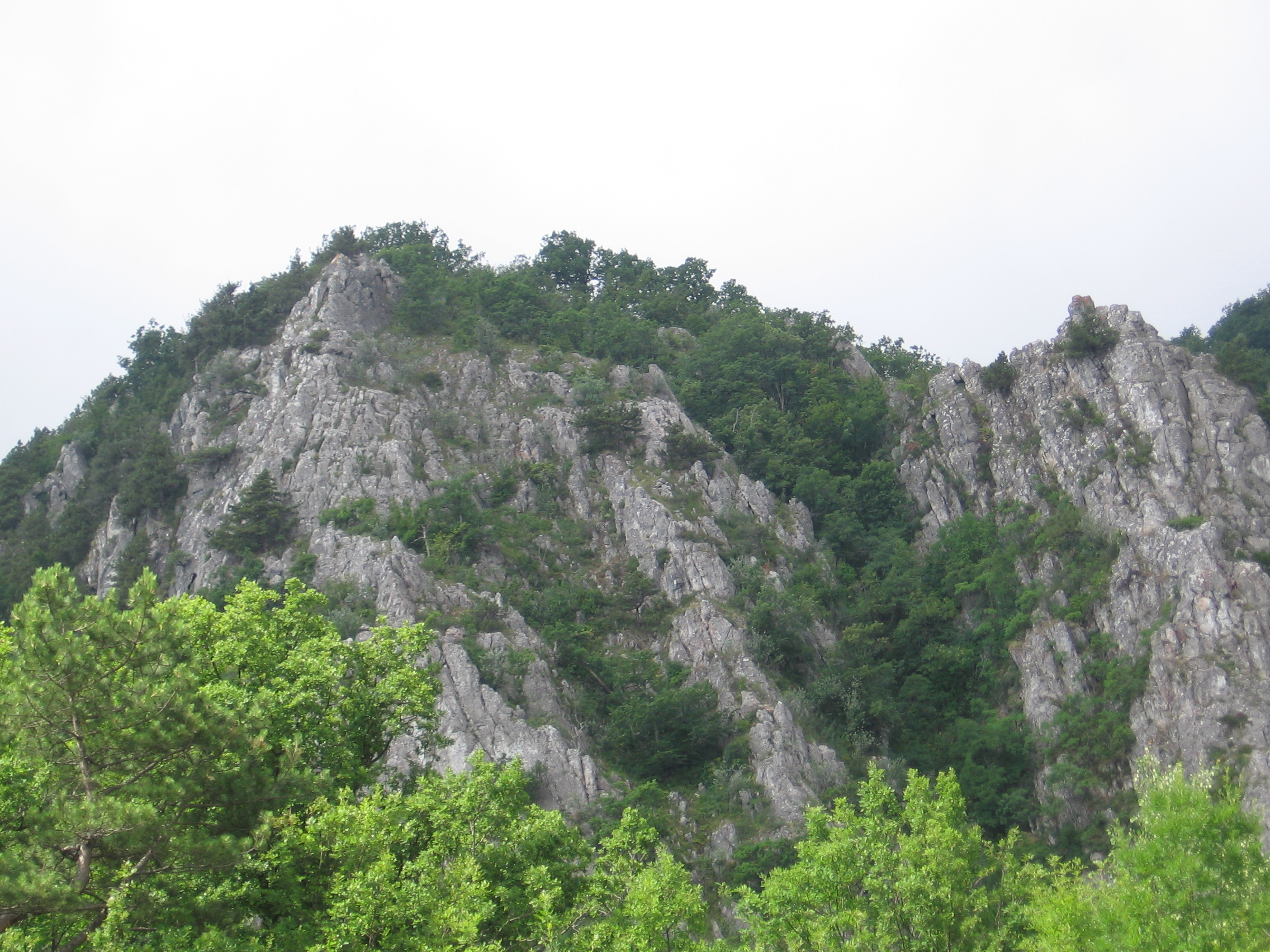
Східний схил.

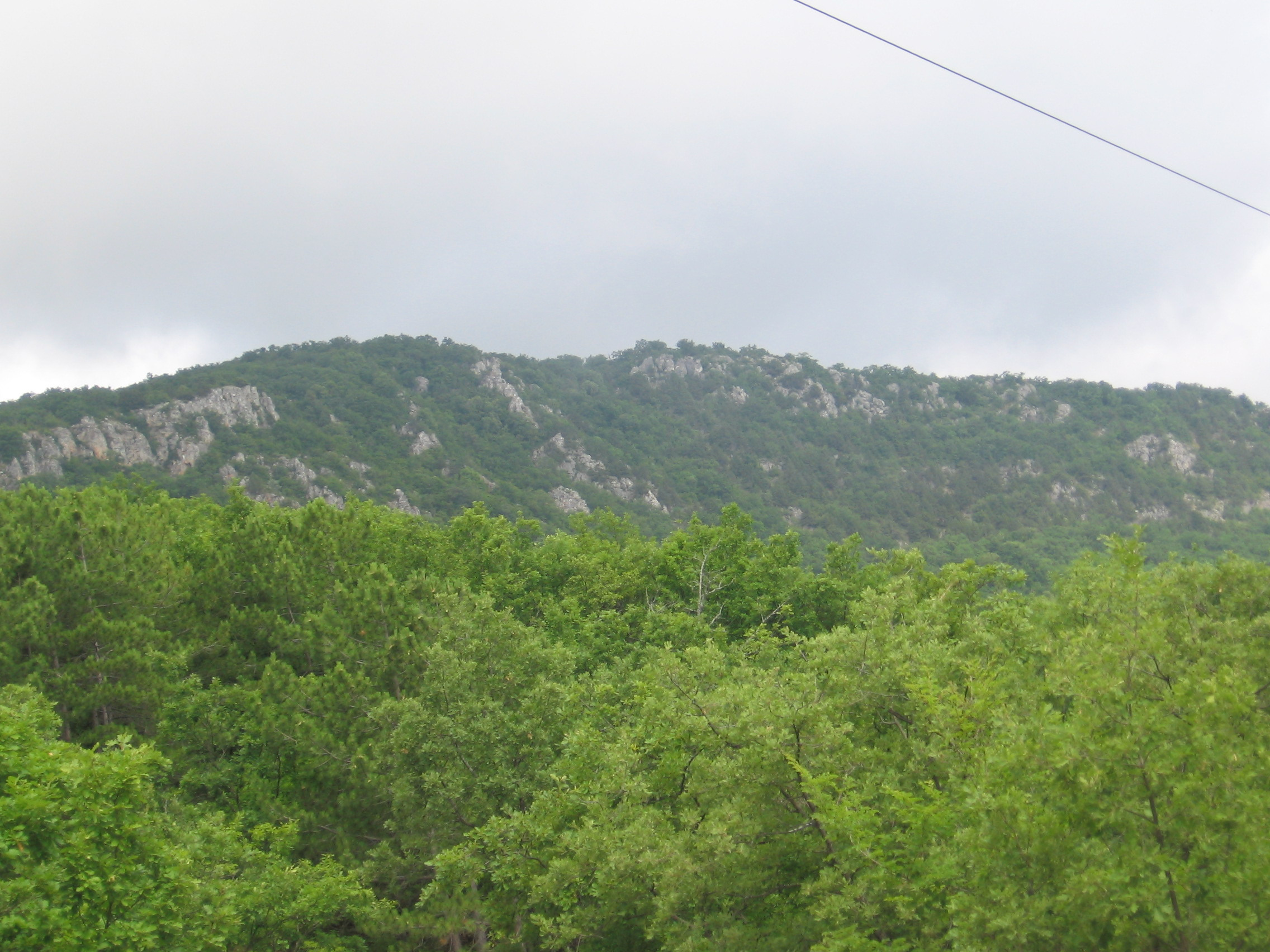
Вигляд з півдня.

Скеля Подпоричел на мапі району

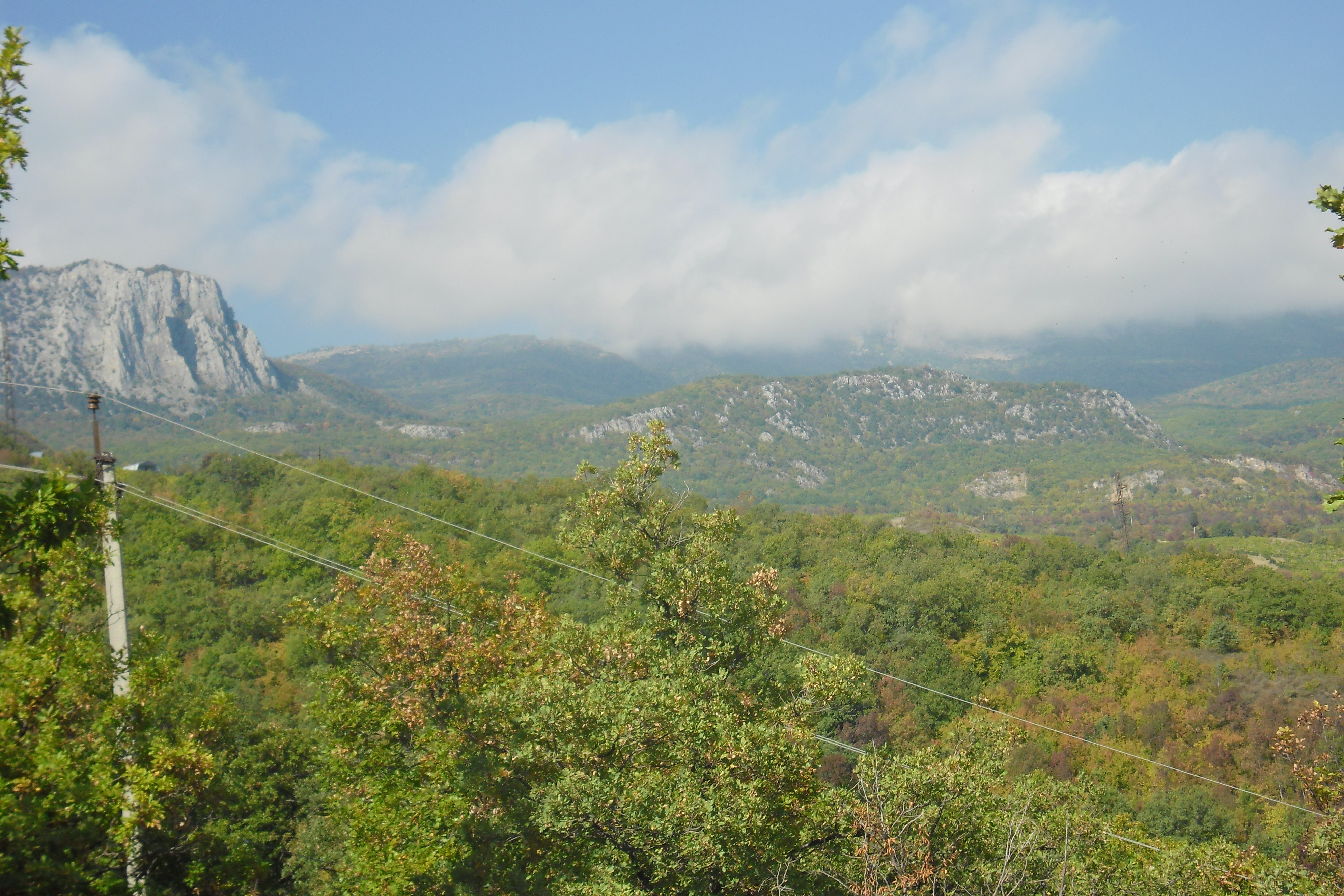
Скеля Подпоричел — вид з Малого Маяка.

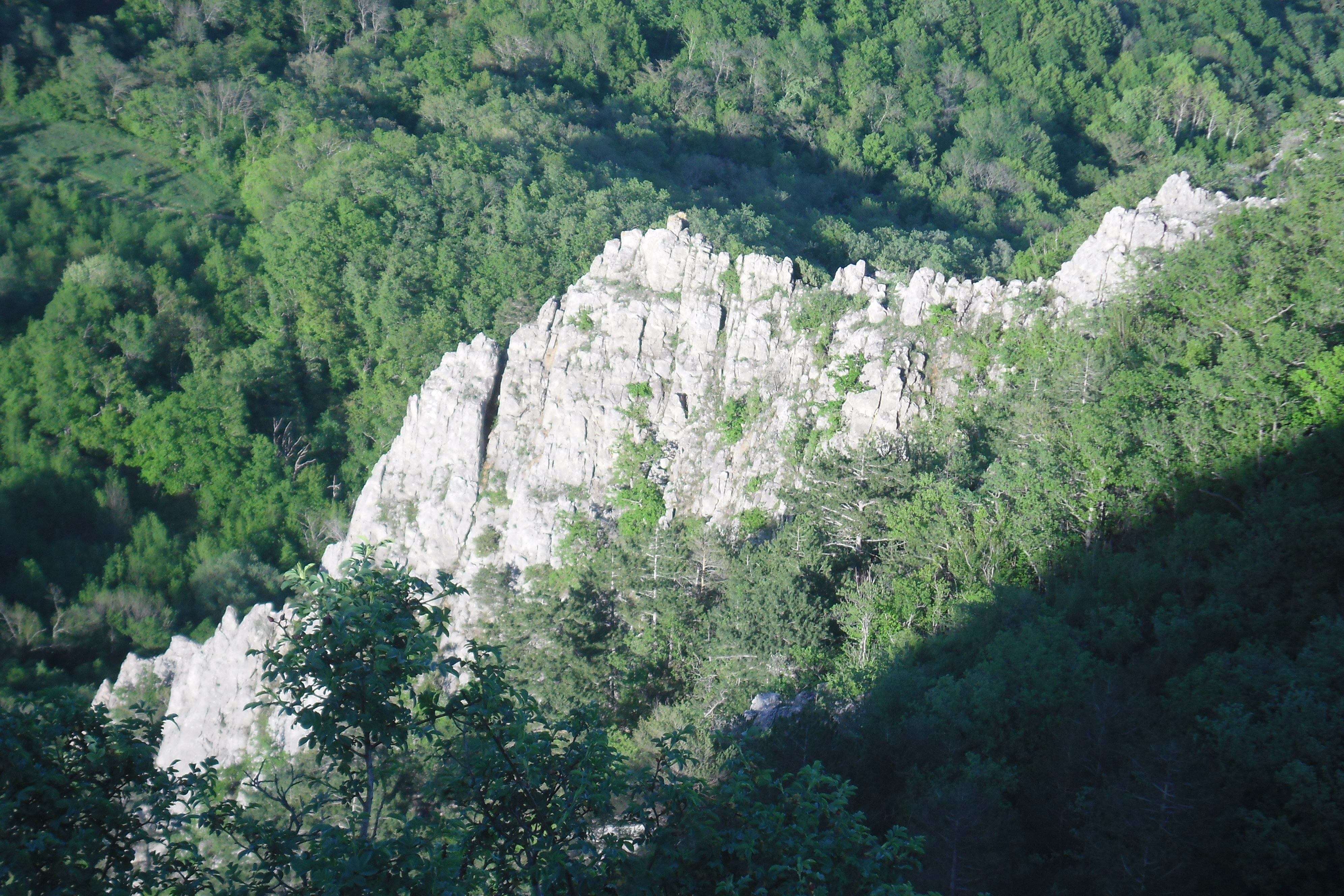
Фрагмент скелі Подпоричел — вид з півночі.

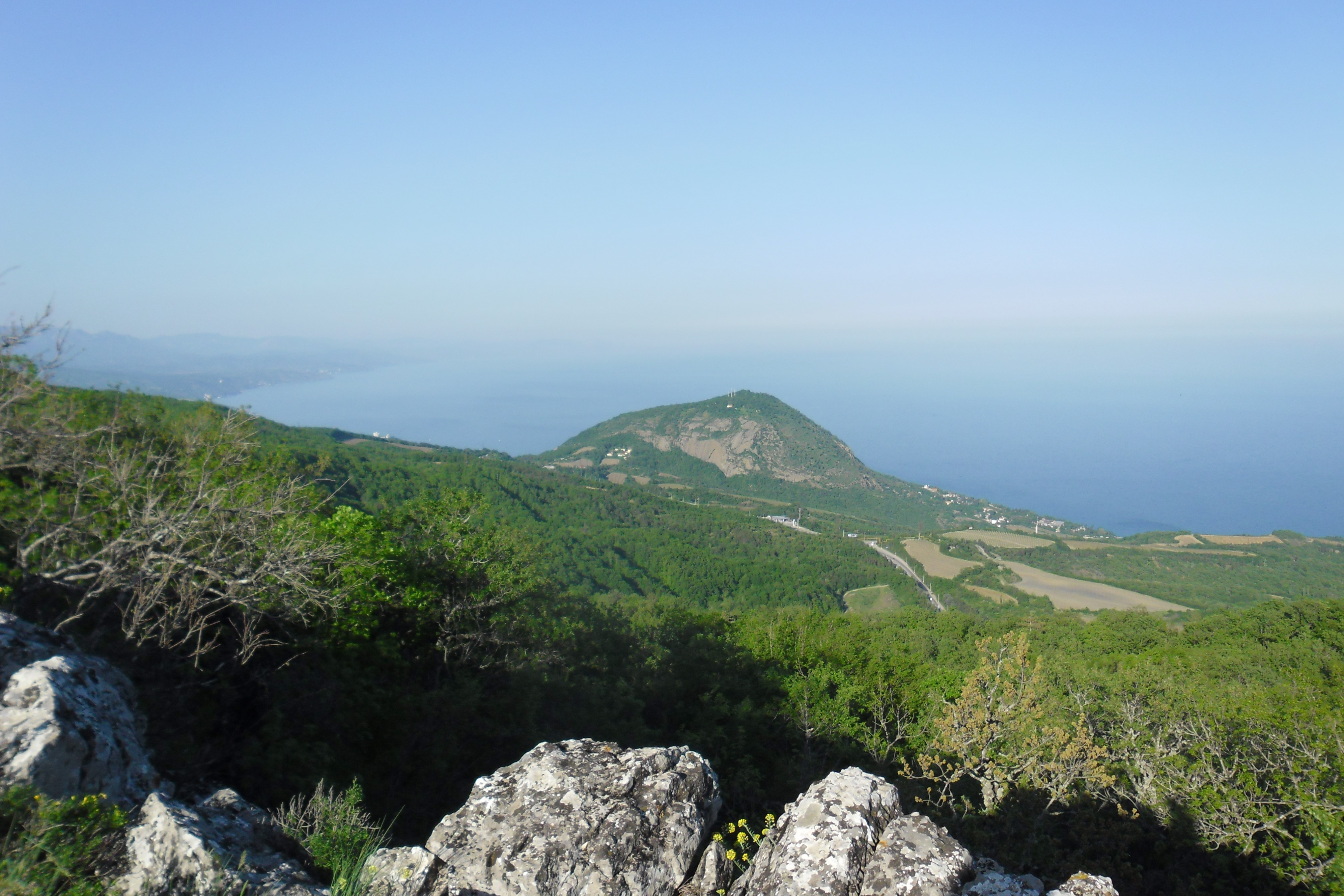
Вид зі скелі Подпоричел на г. Кастель

Подпоричел — мальовничі скелі в районі гори Парагільмен, що поблизу м. Алушти, нп. Малого Маяка, Бабуган-яйли.
Висота скель — 626 м. 
Гірський туристичний похід на скелі Подпорічел — I категорії складності. 
Неподалік — Гірське озеро, гора Урага.
Підходи — найкращі стежки від нп. Малий Маяк.